# Ting Š’-sun
Ting Š’-sun (čínsky pchin-jinem Dīng Shísūn, znaky zjednodušené 丁石孙; 5. září 1927 – 12. října 2019) byl čínský matematik a politik, místopředseda stálého výboru Všečínského shromáždění lidových zástupců (1998–2008) a místopředseda (1988–1996) a předseda (1996–2005) Čínské demokratické ligy, jedné z menších politických stran Čínské lidové republiky. Vystudoval matematiku na šanghajské univerzitě Ta-tchung a pekingské univerzitě Čching-chua, poté přednášel na univerzitě Čching-chua a Pekingské univerzitě. Během kulturní revoluce byl perzekvován, od počátku 70. let se vrátil na Pekingskou univerzitu a v letech 1984–1989 ji vedl jako prezident univerzity.

## Život
Ting Š’-sun se narodil 5. září 1927 v Šanghaji. V letech 1944–1947 studoval matematiku na šanghajské univerzitě Ta-tchung. Účastnil se protestů proti kuomintangské vládě, byl proto zatčen a vyloučen z univerzity. Po propuštění odešel do Pekingu a ve studiích pokračoval na univerzitě Čching-chua. Absolvoval roku 1950, načež na univerzitě Čching-chua a od roku 1952 na Pekingské univerzitě přednášel jako asistent, lektor a profesor. Roku 1952 vstoupil do Čínské demokratické ligy, jedné z menších politických stran Čínské lidové republiky, od roku 1955 byl také členem Komunistické strany Číny. Během kampaně proti pravičákům roku 1958 byl poslán pracovat na venkov. Roku 1959 se vrátil na školu, ale už roku 1960 byl vyloučen z komunistické strany a přeložen do továrny. Roku 1961 se vrátil na univerzitu a roku 1962 byl rehabilitován a znovu přijat do komunistické strany.
Během kulturní revoluce byl odstraněn z výuky a poslán na převýchovu do jedné ze škol kádrů 5. května na venkově. Roku 1971 se mohl vrátit na univerzitu k výuce matematiky, roku 1978 byl jmenován zástupcem ředitele a organizoval obnovení řádné výuky. Roku 1979 byl jmenován profesorem a o dva roky později i ředitelem katedry matematiky Pekingské univerzity. Roku 1982 odjel do USA přednášet na Harvardově univerzitě jako hostující profesor. Během jeho nepřítomnosti průzkum názorů na vedení školy mezi staršími zaměstnanci univerzity ukázal, že ze zvažovaných kandidátů na příštího prezidenta univerzity má nejvyšší podporu a po návratu byl roku prezidentem jmenován. jako prezident univerzity, i předtím ve vedení katedry matematiky, se snažil pozvednout vědeckou úroveň školy, podpořit „ducha demokracie i vědy“. Prezidentem zůstal do podzimu 1989, ve výuce však pokračoval. Roku 1988 byl také zvolen členem celostátního výboru Čínského lidového politického poradního shromáždění.
Od roku 1987 byl členem vedení Čínské demokratické ligy a roku 1992 byl zvolen místopředsedou jejího ústředního výboru, od roku 1993 se práci v lize věnoval na plný úvazek a roku 1994 povýšil na výkonného místopředsedu. Roku 1993 v novém volebním období Čínského lidového politického poradního shromáždění povýšil na člena stálého výboru celostátního výboru a místopředsedy výboru pro vzdělání a kulturu. V listopadu 1996 byl zvolen předsedou ústředního výboru ligy místo Fej Siao-tchunga.Ve funkci předsedy do potvrdily sjezdy ligy v letech 1997 a 2002, až v prosinci 2005 byl novým předsedou zvolen Ťiang Šu-šeng. Současně byl v březnu 1998 a březnu 2003 zvolen místopředsedou stálého výboru Všečínského shromáždění lidových zástupců, ve funkci zůstal do března 2008.